# Lípy v Mořině
Památné lípy v obci Mořina v okrese Beroun jsou dvě lípy malolisté (Tilia cordata) rostoucí u kostela sv. Stanislava.
Lípy jsou staré 200 a 100 let a obvody kmenů jsou 470 a 230 cm. Lípy jsou chráněné v kategorii Památné stromy.
V roce 1978 vyhlášeny památným stromem. Lípy byly vysazeny údajně r. 1742 při rekonstrukci kostela. Věk nejstaršího stromu by mohl být i 270 let.
Původně na místě stály lípy tři. Jedna z nich byla poničena větrem v r. 1986. Zbylý pahýl dožíval s několika větvemi ještě do r. 2005, kdy se vyvrátil a poté byl odstraněn. 
Obvody stromů 472 a 239 cm, výška 25 a 18 m. (r. 2009)